# Aeroportul General Francisco Javier Mina
Aeroportul General Francisco Javier Mina (IATA: TAM, ICAO: MMTM) este un aeroport din Tampico⁠(d), Tampico Municipality⁠(d), Tamaulipas, Mexic ce deservește zona Tampico⁠(d). Aeroportul a fost tranzitat în 2023 de 563.204 pasageri. A fost numit după Francisco Javier Mina⁠(d).
Situat la o altitudine de 24 m, aeroportul dispune de 1 pistă. Este operat de Grupo Aeroportuario Centro Norte⁠(d).

## Infrastructură

### Piste
Aeroportul dispune de o singură pistă. Pista are orientarea 09/27. 